# Phalera staudingeri
Phalera staudingeri är en fjärilsart som beskrevs av Alphéraky 1895. Phalera staudingeri ingår i släktet Phalera och familjen tandspinnare. Inga underarter finns listade i Catalogue of Life.